# Ira Losco
Ira Losco (Sliema, 1981. július 31. –) máltai énekesnő és dalszerző. Karrierje 2002-ben indult, amikor Málta képviseletében részt vett az Eurovíziós Dalfesztiválon a 7th Wonder című dallal. A versenyen a második helyen végzett, ami Málta addigi legjobb eredménye volt. Tizennégy évvel később, 2016-ban visszatért a versenyre, és a Walk on Water című dallal képviselte hazáját. Ekkor a tizenkettedik helyen zárt. Losco eddigi pályafutása során hat stúdióalbumot adott ki, és Málta egyik legsikeresebb zenésze. 2018-ban zsűriként szerepelt az X Factor Malta első évadában, majd 2019-ben ismét visszatért a zsűribe.

## Pályafutása
Eddig több mint 15 országban lépett fel, és több mint 20 zenei díjat nyert el. Olyan közönség előtt énekelt, amelynek létszáma ezer és nyolcvanezer fő között mozgott, és olyan világsztárokkal lépett színpadra, mint Elton John, Katie Melua, a Maroon 5, Akon, Melanie C, Ronan Keating, Bob Geldof, a Tokio Hotel és Gigi D’Alessio.
Pályafutását a Tiara nevű egyetemi zenekar tagjaként kezdte, ám a zenekar feloszlott néhány hónappal azután, hogy Losco 2002-ben Málta képviseletében részt vett az Eurovíziós Dalfesztiválon, amelyet Tallinnban rendeztek. A versenyen a 7th Wonder című dallal második lett.
2003-ban ő énekelte a Reaching Higher című hivatalos dalt az Európai kisállamok játékának máltai rendezvényén. 2008-ban megkapta a Midalja għall-Qadi tar-Repubblika kitüntetést.
Számos reklámkampányban vett részt hazájában, többek között a Guess, a McDonald’s Salad Plus és a Vodafone Music Jam reklámjaiban.
2016. január 23-án megnyerte a máltai nemzeti válogatót az Eurovíziós Dalfesztiválra, ahol a Walk on Water című dallal képviselte az országot. 2018. július 31-én bejelentették, hogy a máltai X Factor zsűritagja lesz. Ugyanebben az évben Losco kiadta dupla albumát, a No Sinner No Saintet, amellyel zenei pályafutásának tizenötödik évfordulóját ünnepelte.

### Eurovíziós Dalfesztivál
Losco 2002-ben képviselte Máltát az Eurovíziós Dalfesztiválon a 7th Wonder című dallal. A versenyen a második helyen végzett, mindössze 12 ponttal lemaradva a győztes Marie N mögött, ami Málta addigi legjobb eredménye volt egészen 2005-ig, amikor ezt az eredményt megismételték.
2015 decemberében kiderült, hogy Losco két dalt nevezett a Malta Eurovision Song Contest 2016 válogatóversenyre. A Chameleon és a That's Why I Love You című dalai közül mindkettő bekerült az elődöntőbe, és a Chameleon továbbjutott a döntőbe. 2016. január 23-án Losco megnyerte a tizennégy résztvevős nemzeti döntőt, több mint a közönségszavazatok 40%-ával.
A győzelem után Losco jelezte, hogy nyitott arra, hogy a dalfesztiválon ne a Chameleont adja elő, amennyiben egy másik dal nagyobb eséllyel hozná el az ország számára a győzelmet. A nemzeti döntő szabályai, amelyeket a PBS állapított meg, lehetővé teszik a győztes dal részleges átdolgozását vagy teljes lecserélését. 2016. február 19-én a PBS bejelentette, hogy egy tíz ország képviselőiből álló nemzetközi zsűri, valamint máltai szakértők választják ki Losco eurovíziós dalát több bemutatott opció közül, köztük a Chameleon átdolgozott változatával. Március 14-én bejelentették, hogy a versenyen a Walk on Water című dalt fogja énekelni. A dal és a videoklip március 17-én jelent meg.
Az Eurovíziós Dalfesztivál döntőben viselt ruháját Alex Zabotto-Bentley tervezte, aki korábban olyan sztárokkal dolgozott, mint Lady Gaga, Prince és Kylie Minogue. A győzelem esélyének növelése érdekében a máltai delegáció által a dalfesztiválra szánt költségvetést jelentősen megemelték: a korábbi minimum 200 000 euróról körülbelül 1,5 millió euróra. Az első elődöntőben, 2016. május 10-én továbbjutott a döntőbe, ahol május 14-én a huszonhat ország közül Málta a tizenkettedik helyen végzett.

## Magánélete
2016 májusában, a stockholmi Eurovíziós Dalfesztivál során bejelentették, hogy Losco és partnere, Sean Gravina gyermeket várnak. Fiuk, Harry, 2016. augusztus 25-én született meg. 2019. december 1-jén Ira és Sean összeházasodtak. 2020 júniusában Losco közölte, hogy férjével és fiával együtt kislányt várnak. Lányuk, Gigi, 2020. november 14-én jött világra.

## Aktivizmus
Losco nyilvánosan támogat számos társadalmi ügyet Máltán, köztük az LMBT-jogokat és a tinédzserek körében zajló megfélemlítés elleni kampányokat. 2014-ben jelölték az első LGBTI Community Awards díjra, amelyet a Malta Gay Rights Movement szervezett. Losco az egyenlő jogok és az elfogadás mellett áll ki, nem csupán a tolerancia mellett, különösen annak fényében, hogy Málta Európa és a világ egyik legjobb országának számít az LMBT-jogok terén. 2016-ban, az Eurovíziós Dalfesztivál idején Stockholmban LMBT-barát partit szervezett.

## Diszkográfia

### Albumok
| Someone Else | - Megjelent: 2004. április 28. - Formátum: CD - Kiadó: —                                | — |  |
| Accident Prone                                                                                                  | - Megjelent: 2005. november 16. - Formátum: CD - Kiadó: —                               | 1 |  |
| Unmasked | - Megjelent: 2006. december 6. - Formátum: CD - Kiadó: —                                | 1 |  |
| Fortune Teller                                                                                                  | - Megjelent: 2008. június 11. - Formátum: CD - Kiadó: —                                 | — |  |
| The Fire | - Megjelent: 2013. március 20. - Formátum: Digitális letöltés, CD - Kiadó: Jagged House | — |  |
| No Sinner No Saint (15th Year Anniversary Double Album)                                                         | - Megjelent: 2018. június 21. - Formátum: Digitális letöltés, CD - Kiadó: Jagged House  | 1 |  |
| "—" azokat a felvételeket jelöli, amelyek nem kerültek slágerlistára, vagy nem jelentek meg az adott területen. |                                                                                         |   |  |

### Remix albumok
| Cím                              | Részletek                                                  |
| -------------------------------- | ---------------------------------------------------------- |
| Blends & Remixes of Someone Else | - Megjelent: 2005 január - Formátum: CD - Kiadó: —         |
| Mixed Beats                      | - Megjelent: 2009. augusztus 22. - Formátum: CD - Kiadó: — |

### Válogatásalbumok
| Cím                        | Részletek                                            | Minősítések |
| -------------------------- | ---------------------------------------------------- | ----------- |
| Hi-Infidelity (a Tiarával) | - Megjelent: 2001 nyár - Formátum: CD - Kiadó: —     |             |
| Butterfly                  | - Megjelent: 2001 november - Formátum: CD - Kiadó: — |             |

### Kislemezek
| Év   | Cím                                                     | Slágerlistás helyezés | Album                              |
| Év   | Cím                                                     | MAL                   | Album                              |
| ---- | ------------------------------------------------------- | --------------------- | ---------------------------------- |
| 1998 | Basketball (a Tiarával)                                 | —                     | Hi-Infidelity                      |
| 2000 | Shine (Malta Song for Europe 2000)                      | —                     | Butterfly                          |
| 2000 | Falling in Love (Malta Song for Europe 2000)            | —                     | Butterfly                          |
| 2001 | Spellbound (Malta Song for Europe 2001)                 | —                     | Butterfly                          |
| 2001 | Don't Give Up (Malta Song for Europe 2001)              | —                     | Butterfly                          |
| 2001 | We'll Ride the Wind (Malta Song for Europe 2001)        | —                     | Butterfly                          |
| 2001 | Deep Inside My Heart (Malta Song for Europe 2001)       | —                     | Butterfly                          |
| 2001 | Butterfly                                               | —                     | Butterfly                          |
| 2001 | Summer Breeze                                           | —                     | Butterfly                          |
| 2001 | Fejn Stahbejtli (Festival Kanzunetta Indipendenza 2001) | —                     | Butterfly                          |
| 2003 | Love Me or Hate Me                                      | —                     | Someone Else                       |
| 2003 | Who I Am                                                | —                     | Someone Else                       |
| 2004 | Someone Else                                            | —                     | Someone Else                       |
| 2004 | Say Hey                                                 | —                     | Someone Else                       |
| 2004 | I'm In Love Again                                       | 1                     | Someone Else                       |
| 2004 | Must've Been Good                                       | —                     | Someone Else                       |
| 2005 | Everyday                                                | —                     | Accident Prone                     |
| 2005 | Get Out                                                 | —                     | Accident Prone                     |
| 2005 | 7th Wonder                                              | —                     | Eurovision Song Contest 2002       |
| 2006 | Don't Wanna Talk About It                               | —                     | Accident Prone                     |
| 2006 | Driving One Of Your Cars                                | —                     | Accident Prone                     |
| 2006 | Accident Prone                                          | 10                    | Accident Prone                     |
| 2006 | Uh-Oh                                                   | 11                    | Accident Prone                     |
| 2006 | Waking Up To The Light                                  | —                     | Accident Prone                     |
| 2006 | Winter Day                                              | —                     | Unmasked                           |
| 2007 | Arms Of The Ones...                                     | —                     | Unmasked                           |
| 2007 | Something To Talk About                                 | —                     | Fortune Teller                     |
| 2007 | Don't Look Down                                         | 6                     | Fortune Teller                     |
| 2008 | Idle Motion                                             | —                     | Fortune Teller                     |
| 2008 | Promises                                                | —                     | Fortune Teller                     |
| 2008 | Elvis Can You Hear Me?                                  | —                     | Fortune Teller                     |
| 2008 | Shoulders of Giants                                     | —                     | Fortune Teller                     |
| 2009 | What's The Matter With You?                             | —                     | Fortune Teller                     |
| 2009 | Fortune Teller                                          | —                     | Fortune Teller                     |
| 2009 | What's The Matter With Your Cabrio                      | —                     | Mixed Beats                        |
| 2009 | Shoulders of Giants                                     | —                     | Mixed Beats                        |
| 2009 | Love Song                                               | —                     | Mixed Beats                        |
| 2010 | Something to Talk About                                 | —                     | Mixed Beats                        |
| 2012 | What I'd Give                                           | —                     | The Fire                           |
| 2013 | The Person I Am                                         | —                     | The Fire                           |
| 2013 | Me Luv U Long Time                                      | —                     | The Fire                           |
| 2014 | The Way It's Meant To Be                                | —                     | The Fire                           |
| 2014 | Shouldn't Have to Bother                                | 1                     | The Fire                           |
| 2015 | Dead or Alive                                           | 4                     | The Fire                           |
| 2015 | Haunted by Love                                         | 1                     |                                    |
| 2015 | Chameleon                                               | 5                     | Malta Eurovision Song Contest 2016 |
| 2015 | That's Why I Love You                                   | 14                    | Malta Eurovision Song Contest 2016 |
| 2016 | Walk on Water                                           | 1                     | Eurovision Song Contest 2016       |
| 2017 | We are the Soldiers                                     | 1                     | No Sinner No Saint                 |
| 2017 | OMG (Shyli-val közösen)                                 | 1                     | No Sinner No Saint                 |
| 2017 | Dominoes (Fr. Rob Galeával közösen)                     | —                     | No Sinner No Saint                 |
| 2018 | One In A Million                                        | 1                     | No Sinner No Saint                 |
| 2018 | Hey Now                                                 | 1                     | No Sinner No Saint                 |
| 2019 | Cannonball (Michelával közösen)                         |                       | Nem jelent meg albumon             |
| 2021 | Tbissem                                                 |                       | Nem jelent meg albumon             |
| 2022 | Going For Gold                                          |                       | Nem jelent meg albumon             |
| 2023 | Rip (Rest in Peace) (Aidan-nel közösen)                 | 1                     | Nem jelent meg albumon             |
| 2023 | Illejla (Hey Now, Maltese Version)                      |                       | Nem jelent meg albumon             |

## Fordítás
- Ez a szócikk részben vagy egészben  az   Ira Losco című angol Wikipédia-szócikk ezen változatának fordításán alapul.  Az eredeti cikk szerkesztőit annak laptörténete sorolja fel. Ez a jelzés csupán a megfogalmazás eredetét és a szerzői jogokat jelzi, nem szolgál a cikkben szereplő információk forrásmegjelöléseként.